# Marian Nixon
Marian Nixon, nome d'arte di Marian Nissinen (Superior, 20 ottobre 1904 – Los Angeles, 13 febbraio 1983), è stata un'attrice statunitense.

## Biografia
Iniziò a lavorare nel mondo dello spettacolo come ballerina di rivista ed esordì nel cinema nel 1923, apparendo in parti di rilievo soprattutto in western interpretati con Buck Jones. Nel 1924 fu scelta tra le tredici attrici delle WAMPAS Baby Stars e continuò a mantenere ruoli di protagonista alternando film drammatici a commedie. La commedia romantica Geraldine (1929), con Eddie Quillan, segnò il suo debutto nel sonoro, e dopo più di settanta film, con Captain Calamity (1936) lasciò il cinema a 32 anni.
Marian Nixon si sposò quattro volte: nel 1925 col pugile Joseph Benjamin, da cui divorziò nel 1927; nel 1929, con l'imprenditore di Chicago Edward Hillman, dal quale divorziò nel 1933; nel 1934, col regista William A. Seiter che quell'anno l’aveva diretta in We're Rich Again e già nel 1926 in What Happened to Jones. La coppia ebbe tre figli e il matrimonio durò fino alla morte di Seiter nel 1964. Nel 1974 Marian Nixon sposò l'attore e produttore Ben Lyon, che morì nel 1979. L'attrice morì nel 1983 all'età di 78 anni a seguito di complicazioni cardiache. È sepolta nel Forest Lawn Memorial Park di Glendale accanto a William Seiter e i loro tre figli.

## Premi e riconoscimenti
- WAMPAS Baby Stars 1924
- Per il suo contributo all'industria cinematografica le è stata dedicata una stella nella Hollywood Walk of Fame, al 1724 di Vine Street.

## Filmografia

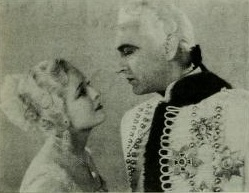
Con John Barrymore in Il generale Crack

- The Shriek of Araby, regia di F. Richard Jones (1923)
- Rosita, regia di Ernst Lubitsch (1923)
- Big Dan, regia di William A. Wellman (1923)
- Cupid's Fireman, regia di William A. Wellman (1923)
- Just Off Broadway, regia di Edmund Mortimer (1924)
- The Vagabond Trail, regia di William A. Wellman (1924)
- The Circus Cowboy, regia di William A. Wellman (1924)
- The Last of the Duanes, regia di Lynn Reynolds (1924)
- The Hurricane Kid, regia di Edward Sedgwick (1925)
- The Saddle Hawk, regia di Edward Sedgwick (1925)
- Riders of the Purple Sage, regia di Lynn Reynolds (1925)
- Let 'er Buck, regia di Edward Sedgwick (1925)
- I'll Show You the Town, regia di Harry A. Pollard (1925)
- Where Was I?, regia di William A. Seiter (1925)
- Durand of the Bad Lands, regia di Lynn Reynolds (1925)
- Sporting Life, regia di Maurice Tourneur (1925)
- Hands Up!, regia di Clarence G. Badger (1926)
- What Happened to Jones, regia di William A. Seiter (1926)
- Rolling Home, regia di William A. Seiter (1926)
- Devil's Island, regia di Frank O'Connor (1926)
- Spangles, regia di Frank O'Connor (1926)
- Heroes of the Night, regia di Frank O'Connor (1927)
- The Auctioneer, regia di Alfred E. Green (1927)
- Taxi! Taxi!, regia di Melville W. Brown (1927)
- Down the Stretch, regia di King Baggot (1927)
- Out All Night, regia di William A. Seiter (1927)
- The Chinese Parrot, regia di Paul Leni (1927)
- The Fourflusher, regia di Wesley Ruggles (1928)
- How to Handle Women, regia di William James Craft (1928)
- Out of the Ruins, regia di John Francis Dillon (1928)
- Jazz Mad, regia di F. Harmon Weight (1928)
- Red Lips, regia di Melville W. Brown (1928)
- Man, Woman and Wife, regia di Edward Laemmle (1929)
- Silks and Saddles, regia di Robert F. Hill (1929)
- Lasciate fare a me (Geraldine), regia di Melville W. Brown (1929)
- The Red Sword, regia di Robert G. Vignola (1929)
- La valle delle rose (Rainbow Man), regia di Fred C. Newmeyer (1929)
- Papà mio! (Say It with Songs), regia di Lloyd Bacon (1929)
- In the Headlines, regia di John G. Adolfi (1929)
- Amoroso convegno (Young Nowheres), regia di Frank Lloyd (1929)
- Rivista delle nazioni (The Show of Shows), regia di John G. Adolfi (1929)

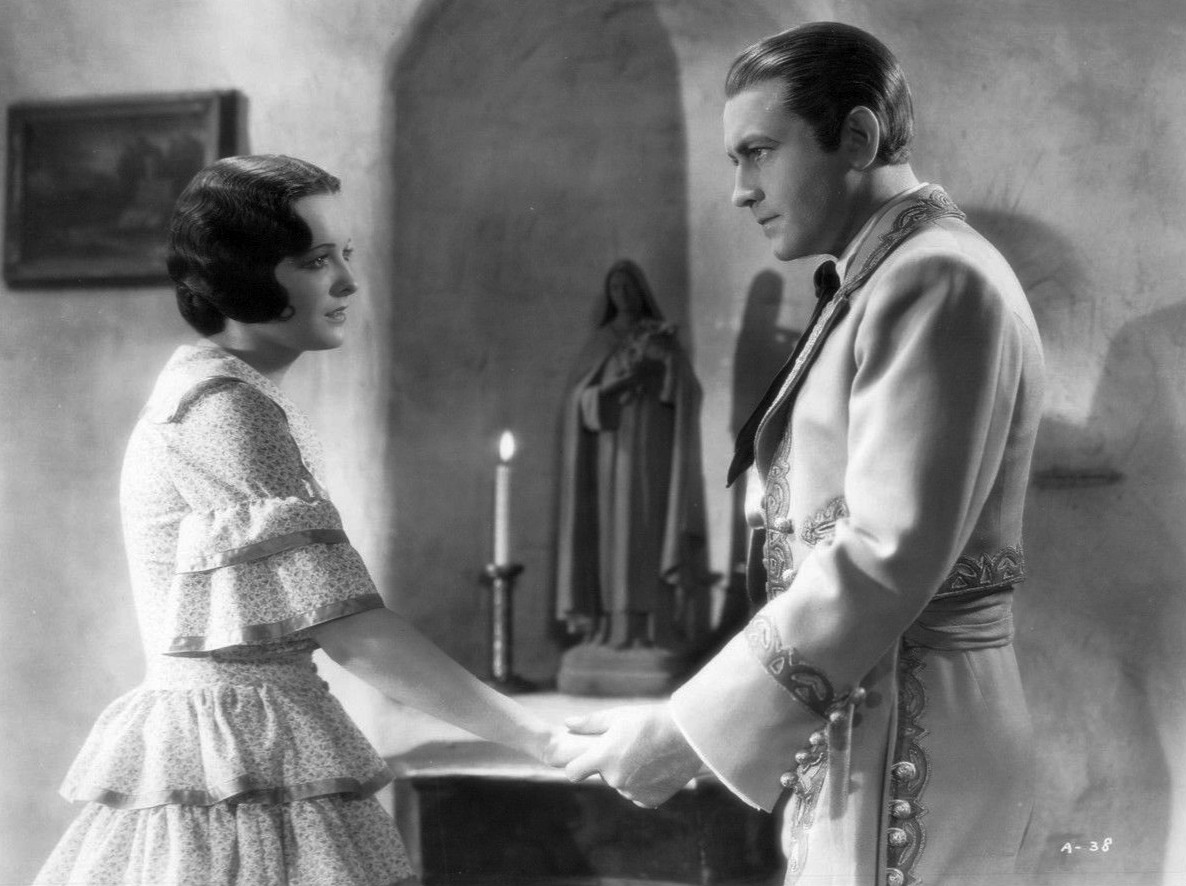
Con Richard Barthelmess in La sferzata

- Il generale Crack (General Crack), regia di Alan Crosland (1929)
- Courage, regia di Archie Mayo (1930)
- Scarlet Pages, regia di Ray Enright (1930)
- College Lovers, regia di John G. Adolfi (1930)
- The Pay-Off, regia di Lowell Sherman (1930)
- Ex-Flame, regia di Victor Halperin (1930)
- La sferzata (The Lash), regia di Frank Lloyd (1930)
- Onore di fantino (Sweepstakes), regia di Albert Rogell (1931)
- Women Go on Forever, regia di Walter Lang (1931)
- A Private Scandal, regia di Charles Hutchison (1931)
- Charlie Chan's Chance, regia di John G. Blystone (1932)
- After Tomorrow, regia di Frank Borzage (1932)
- Amateur Daddy, regia di John G. Blystone (1932)
- Rebecca of Sunnybrook Farm, regia di Alfred Santell (1932)
- Winner Take All, regia di Roy Del Ruth (1932)
- Madison Sq. Garden, regia di Harry Joe Brown (1932)
- Too Busy to Work, regia di John G. Blystone (1932)
- Face in the Sky, regia di Harry Lachman (1933)
- Best of Enemies, regia di Rian James (1933)
- Pellegrinaggio (Pilgrimage), regia di John Ford (1933)
- Doctor Bull, regia di John Ford (1933)
- Chance at Heaven, regia di William A. Seiter (1933)
- The Line-Up, regia di Howard Higgin (1934)
- Strictly Dynamite, regia di Elliott Nugent (1934)
- We're Rich Again, regia di William A. Seiter (1934)
- Once to Every Bachelor, regia di William Nigh (1934)
- Embarrassing Moments, regia di Edward Laemmle (1934)
- By Your Leave, regia di Lloyd Corrigan (1934)
- Sweepstake Annie, regia di William Nigh (1935)
- The Reckless Way, regia di Bernard B. Ray (1936)
- Tango, regia di Phil Rosen (1936)
- The Drag-Net, regia di Vin Moore (1936)
- Captain Calamity, regia di John Reinhardt (1936)